# 納拉布里恆星強度干涉儀
納拉布里恆星強度干涉儀 (NSII)是第一個測量大量恆星在可見光波長直徑的天文儀器。他是由Robert Hanbury Brown(還有其他人)設計的，他因這項工作在1971年獲得休斯勛章。它是由雪梨大學物理學院建造，座落於澳大利亚新南威爾斯中心偏北的納拉布里。它的設計是基於較早期由Hanbury Brown和Richard Q. Twiss在英國焦德雷班克建造的光學強度干涉儀。NSII從1963年工作至1974年，曾用來測量32顆恆星的角直徑。

## 外部連結
- 未經授權複製的納拉布里恆星強度干涉儀照片